# Heliophanus butemboensis
Heliophanus butemboensis este o specie de păianjeni din genul Heliophanus, familia Salticidae, descrisă de Wesolowska, 1986. Conform Catalogue of Life specia Heliophanus butemboensis nu are subspecii cunoscute.